# Présure
La présure est un coagulant du lait d'origine animale extrait de la caillette (le quatrième estomac) de jeunes ruminants après l’abattage. Elle est constituée d'enzymes actives appelées chymosine et pepsine. La plupart des fromages contiennent de la présure, employée pour la coagulation du lait nécessaire à leur fabrication. D'autres types de coagulants (d'origine végétale, microbienne, fermentaire) sont également employés. Le caillage peut aussi être spontané, sous l'effet de la fermentation lactique réalisée par les bactéries lactiques (dans le cas du lait fermenté). 

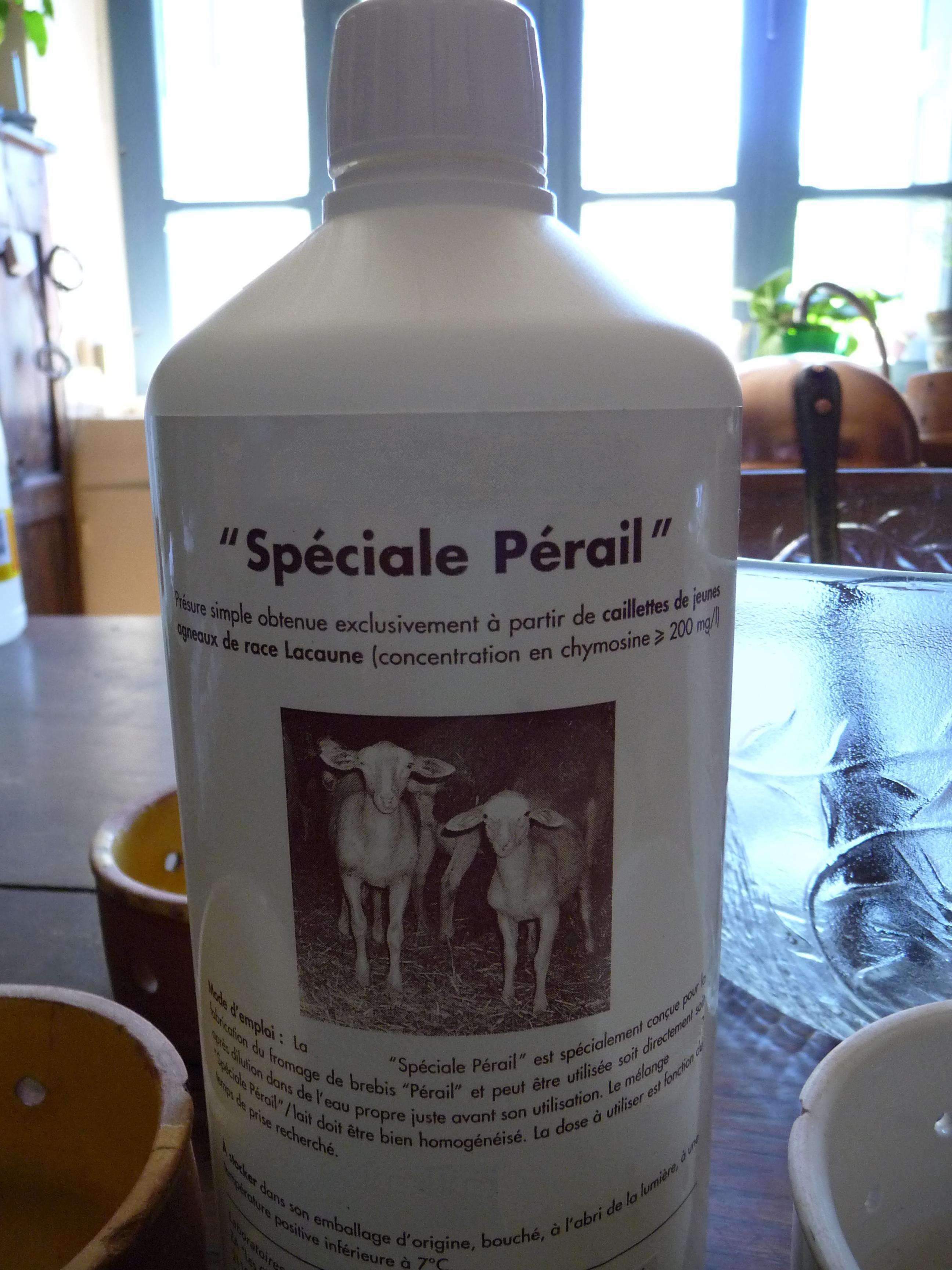
Présure d'agneau.

## Historique
En 1874, Christian D. A. Hansen, un pharmacien danois, commercialise pour la première fois la présure standardisée utilisable directement par les industriels laitiers. La forme standardisée facilite le dosage au moment de la coagulation. Le fromager est alors libéré de la contrainte quotidienne de préparation de la présure à partir de caillettes de veaux.
C'est le physiologiste allemand Wilhelm Kühne qui, en 1877, a introduit le mot enzyme.

## Fonctionnalités
Tous les coagulants du lait sont des enzymes (protéases) qui ont pour fonction de séparer les protéines du lait. Le principe actif de la présure est une enzyme digestive protéolytique, nommée chymosine. Dans l'estomac du jeune animal, elle caille le lait. Le fromager l'utilise avec la même finalité. La chymosine attaque une fraction spécifique des protéines du lait (la caséine Kappa) et les détruit. Ceci déstabilise la structure du lait en provoquant sa coagulation.
Suivant les technologies fromagères et le fromage fabriqué, le fromager utilise une présure plus ou moins concentrée en chymosine. Il bénéficie ainsi d'un apport plus ou moins important d'environnement enzymatique riche en acides aminés, petits peptides et autres enzymes. Cette richesse enzymatique dépend de la durée de macération des caillettes. La macération se fait dans des extracteurs où les caillettes sont placées dans une solution d'extraction principalement composée d'eau, de sel et de différents conservateurs. En fin de macération, le jus obtenu est soutiré et les caillettes sont pressées pour maximiser l'extraction d'enzymes. Le jus est floculé, puis subit une filtration grossière, et enfin une filtration bactériologique afin d'éviter toute contamination avant le conditionnement.
Tous les fromages français d'appellation d'origine contrôlée (AOC) contiennent de la présure, ce terme signifiant forcément une origine animale. Certains fromages industriels sont fabriqués avec un coagulant microbien, mais ne le stipulent pas toujours sur les emballages. Les fromages à pâtes molles contiennent moins de présure que les autres.
Au total, l'agent de coagulation ne représente que 0,02 % du volume de lait[réf. souhaitée].

## Les différents types de coagulants
Les coagulants peuvent avoir diverses origines :
- coagulant d'origine animale : la présure contient deux enzymes coagulantes, la chymosine et la pepsine ; elle est obtenue par macération de caillettes de bovidés ;
- coagulant d'origine végétale dont les enzymes actives sont la cyprosine et la cardosine. Par exemple le figuier, la chardonette, la luzerne, etc. Cette utilisation de coagulant d'origine végétale est très marginale ;
- coagulant microbien : dont l'enzyme est issue de la fermentation par des champignons (par exemple issu de Rhizomucor miehei, Rhizomucor pusillus, Mucor miehei…) ;
- coagulant de synthèse (ou fermentaire OGM) : obtenu à partir de microorganismes génétiquement modifiés (OGM), exemple : par un champignon (l'aspergille noir) génétiquement modifié pour produire de la chymosine pure, identique à la chymosine d'origine bovine dont la séquence codante a été copiée. Moins coûteux, ce coagulant a été mis au point pour répondre à la demande de l'agroindustrie fromagère. Cette option est en plein essor et de nombreux fromages « modernes » utilisent ce type de coagulant.

Les coagulants d'origine végétale, microbienne (Rhizomucor miehei...) et fermentaire OGM (aspergille noir...) sont adaptés aux régimes végétariens, halal et kasher. Les fromages dans certains pays (ex. : Royaume-Uni) sont parfois labellisés « végétariens » lorsque le coagulant utilisé lors de leur fabrication est clairement d'origine végétale ou de synthèse, affichage que l'on ne trouve que très rarement en France. En l’absence d'une telle mention, certains végétariens s'abstiennent de consommer des fromages en raison de leur origine potentiellement animale.